# Ken'yū Horiuchi
Ken'yū Horiuchi (堀内 賢雄?, Horiuchi Ken'yū; Gotemba, 30 luglio 1957) è un doppiatore giapponese.
Nel 2002 ha fondato la Kenyu-Office. È il doppiatore giapponese di Brad Pitt, Charlie Sheen e John Stamos.

## Doppiaggio

### Anime
- After War Gundam X (Jamil Neate)
- Angelique (Oscar)
- B't X (Metalface)
- Black Clover (Lotus Whomalt)
- Bleach (Shūsuke Amagai)
- Captain Tsubasa (Taki, Pierre)
- ClassicaLoid (Kyougo Otowa)
- Cowboy Bebop (Gren)
- Darling in the Franxx (Dr. Franxx)
- Ergo Proxy (Will B. Good)
- Fate/strange Fake (Jack lo squartatore)
- Fuuto PI (Mikio Jinno)
- Guin Saga (Guin)
- Gun × Sword (The Claw)
- Hataraki Man (Narita)
- Il mio matrimonio felice (Minoru Tatsuishi)
- Kaze no Stigma (Burnhart Rhodes)
- Kyatto Ninden Teyandee (the narrator)
- Kyo Kara Maoh! (Dan Hiri Weller)
- Mahoraba (Yukio Haibara)
- Mister Ajikko (Chef Shimonaka)
- Monster Rancher (Durahan)
- Nadia - Il mistero della pietra azzurra (Sanson)
- Naruto (Tobirama Senju)
- Naruto Shippuden (Pain, Tobirama Senju)
- Oda Cinnamon Nobunaga (Oda "Cinnamon" Nobunaga)
- One Piece (Kin'emon)
- Petite Princess Yucie (Gunbard)
- Pluto (Presidente Alexander)
- Pokémon (Narratore, Professor Oak)
- Ragna Crimson (Borgius)
- RWBY: Ice Queendom (Taiyang Xiao Long)
- Sempre più blu (Ruka Saionji)
- Shaman King (Mikihisa Asakura, Ponchi)
- Shaman King (serie animata 2021) (Mikihisa Asakura)
- Transformers 2010 (Springer)
- Rape Man (Rape Man)
- s-CRY-ed (Unkei)
- Sekai-ichi Hatsukoi (Takafumi Yokozawa)
- Suite Pretty Cure♪ (Mephisto)
- Tekkaman Blade (Balzac Asimov)
- Telepathy Shōjo Ran (Ronpei Isozaki)
- Ultraman Story (Ultraman)
- Why Does Nobody Remember Me in This World? (Sid)
- Yakitate!! Japan (Brad Kidd)
- Zatch Bell! (Kieth)

### OAV
- B'tX Neo (Metalface)
- Bubblegum Crisis (Daley)
- Eternal Filena (Nesuto)
- I Cavalieri dello zodiaco - Saint Seiya - Hades (Libra Dohko)
- I Cavalieri dello zodiaco - The Lost Canvas (Hakurei)
- RG Veda (Bishamon-ten)
- Violence Jack (Tetsuya)

### Anime film
- One Piece: Avventura all'Isola Spirale (Bolodo)
- Detective Conan: L'isola mortale (Joji Iwanaga)
- Eiga Suite Pretty Cure - Torimodose! Kokoro ga tsunagu kiseki no melody (Mephisto)
- City Hunter The Movie: Angel Dust (Shin Kaibara)
- Garo: Divine Flame (Germán Luis)

### Videogiochi
- Ayakashi Ninden Kunoichiban (Johnny Tono)
- Armored Core 3 (Computer Voice)
- Assassin's Creed III (Haytham Kenway)
- Atelier Elie: The Alchemist of Salburg 2 (Bord Lx, Hallesch Sleiman)
- Atelier Sophie: The Alchemist of the Mysterious Book (Fritz Weissberg)
- Atelier Firis: The Alchemist and the Mysterious Journey (Fritz Weissberg)
- Atelier Lydie and Suelle: The Alchemists and the Mysterious Paintings (Fritz Weissberg)
- Card-en-Ciel (Knight Flamefrit, Hero Flamefrit, Lux)
- Carrier (Nicholas Lang)
- Disgaea 7: Vows of the Virtueless (Demmodore Opener, Pi-chan)
- Dissidia Final Fantasy (L'Imperatore)
- Dissidia 012 Final Fantasy (L'Imperatore)
- Dissidia Final Fantasy NT (L'Imperatore)
- Divine Dynamo Flamefrit (Knight Flamfrit)
- Dragon Force II: Kamisarishi Daichi ni (Adelvach)
- Dragon Quest XI S: Echi di un'era perduta - Edizione Definitiva (Re Irwin, Jarzurr)
- Ehrgeiz: God Bless the Ring (Cloud Strife)
- Eiyuden Chronicle: Hundred Heroes (Markus)
- Famicom Detective Club: The Missing Heir (Jiro Ayashiro)
- Fate/Grand Order (Archer/Ptolemy I Soter)
- Final Fantasy XIV: Shadowbringers (Fourchenault Leveilleur)
- Final Fantasy XIV: Endwalker (Fourchenault Leveilleur)
- Fitness Boxing: Fist of the North Star (Toki)
- Granblue Fantasy (Bai Ze, Uriel)
- Horizon Zero Dawn (Sylens)
- Horizon Forbidden West (Sylens)
- I Cavalieri dello zodiaco - Il Santuario (Libra Dohko)
- I Cavalieri dello zodiaco - Hades (Libra Dohko)
- Kingdom Hearts Birth by Sleep (Principe Azzurro)
- Mana Khemia: Alchemists of Al-Revis  (Flay Gunnar)
- Mana Khemia 2: Fall of Alchemy (Flay Gunnar)
- Marvel's Spider-Man (Norman Osborn)
- Marvel's Spider-Man: Miles Morales (Norman Osborn)
- Marvel's Spider-Man 2 (Norman Osborn)
- Metal Gear Solid 2: Sons of Liberty (Raiden)
- Metal Gear Solid 3: Snake Eater (Colonnello Ivan Raidenovitch Raikov)
- Metal Gear Solid: Portable Ops (Colonnello Ivan Raidenovitch Raikov)
- Metal Gear Solid 4: Guns of the Patriots (Raiden)
- Metal Gear Rising: Revengeance (Raiden)
- Naruto: Ultimate Ninja 3 (Tobirama Senju)
- Naruto Shippuden: Ultimate Ninja 4 (Tobirama Senju)
- Naruto: Ultimate Ninja Storm (Tobirama Senju)
- Naruto Shippuden: Legends: Akatsuki Rising (Pain)
- Naruto Shippuden: Ultimate Ninja Heroes 3 (Pain)
- Naruto Shippuden: Ultimate Ninja Storm 2 (Pain)
- Naruto Shippuden: Ultimate Ninja Impact (Pain)
- Naruto Shippuden: Ultimate Ninja Storm Generations (Pain, Tobirama Senju)
- Naruto Shippuden: Ultimate Ninja Storm 3 (Pain, Tobirama Senju)
- Naruto Shippuden: Ultimate Ninja Storm Revolution (Pain, Tobirama Senju)
- Naruto Shippuden: Ultimate Ninja Storm 4 (Pain, Tobirama Senju)
- Naruto to Boruto: Shinobi Striker (Pain, Tobirama Senju)
- Naruto x Boruto Ultimate Ninja Storm Connections (Pain, Tobirama Senju)
- Nier Re[in]carnation (063y)
- Ninja Gaiden 3 (Reggente della Maschera)
- Nioh (Ohtani Yoshitsugu)
- Octopath Traveler II (Padre)
- Oddworld: Abe's Exoddus (Abe)
- One Piece: Pirate Warriors 4 (Kin'emon)
- Ore no Shikabane o Koete Yuke (Shutendoji)
- Phantom Brave: The Lost Hero (Argento, Sulphur)
- PlayStation All-Stars Battle Royale (Raiden)
- Pokémon Masters EX (Ubaldo)
- Radiant Silvergun (Buster)
- Revelations: Persona (Philemon)
- Rise of the Ronin (Shoin Yoshida/Narratore)
- Romancing SaGa 2: Revenge of the Seven (Leon)
- Rusty Rabbit (Bower)
- Ryū ga Gotoku Ishin! (Rintaro Katsu)
- Saint Seiya: Brave Soldiers (Libra Dohko)
- Saint Seiya: Soldiers' Soul (Libra Dohko)
- Shaman King: Spirit of Shamans (Ponchi)
- Shaman King: Soul Fight (Mikihisa Asakura)
- Shaman King: Funbari Spirits (Mikihisa Asakura, Ponchi)
- Skylanders: Spyro's Adventure (Flynn)
- Skylanders: Giants (Flynn)
- Stranger of Paradise: Final Fantasy Origin (L'Imperatore)
- Super Robot Wars Alpha (Irmgard Kazahara, Mashmyre Cello)
- Super Robot Wars Alpha Gaiden (Irmgard Kazahara, Jamil Neate)
- Super Robot Wars OG: Original Generations (Irmgard Kazahara)
- Super Robot Wars A Portable (Mashmyre Cello, Light Newman)
- Super Robot Wars Z (Orson D. Verne, Jamil Neate, Hugi Zeravire)
- Super Robot Wars Z2: Rebirth Chapter (Orson D. Verne, Jamil Neate)
- Super Robot Wars Z3: Heaven Chapter (Orson D. Verne)
- Super Robot Wars X (Mashmyre Cello, Sanson)
- Super Robot Wars T (Mashmyre Cello, The Claw)
- Super Robot Wars 30 (Irmgard Kazahara, The Claw)
- Tactics Ogre: Reborn (Balxephon V. Rahms)
- Tales of Rebirth (Geyorkias)
- Tales of Hearts R (Garnet)
- Tales of Berseria (Artorius Collbrande)
- Tales of the Rays (Artorius Collbrande)
- Tales of Crestoria (Artorius Collbrande)
- Yakuza 5 (Minoru Aoyama)
- Ys IX: Monstrum Nox (Parks)

### Ruoli doppiati
- Ben Affleck
- Brad Pitt
- Charlie Sheen
- Ben Stiller
- Alias (Michael Vaughn)
- Beverly Hills 90210 (Steve Sanders)
- Brandy and Mr. Whiskers (Mr. Whiskers)
- Buffy l'ammazzavampiri (Angel)
- Dark Angel (Logan)
- Fallout (Cooper Howard)
- U-Boot 96 (Tenente Werner)
- Le follie dell'imperatore (Kronk)
- Gli amici di papà (Jesse Katsopolis)
- Ghost (Sam Wheat)
- Godzilla: The Series (Nick Tatopoulos)
- Alta fedeltà (Rob Gordon)
- Avvocati a Los Angeles, (Victor Sifuentes)
- Minority Report (John)
- Mrs. Doubtfire (Stuart Dunmeyer)
- La Mummia (Rick O'Connell)
- Pecola (Gazelle)
- Point Break (Johnny Utah)
- Seinfeld (Jerry Seinfeld)
- Sin City (Dwight)
- Il risveglio del tuono (Travis Ryer)
- Guerre stellari (Ian Solo)
- Team America: World Police (Joe)
- Scuola di polizia (Jones)
- Teenage Mutant Ninja Turtles (Leonardo)
- Will & Grace (Will Truman)